# Shiocton, Wisconsin
Shiocton là một làng thuộc quận Outagamie, tiểu bang Wisconsin, Hoa Kỳ. Năm 2006, dân số của làng này là 954 người.